# معركة سبيبة
معركة سبيبة، هي معركة حصلت عام 457هـ / 1065 بين الدولة الزيرية و حلفاؤها ضد الدولة الحمادية و حلفاؤها.

## الخلفية
بعد نجاح الغزو الهلالي لإفريقية ونهب القيروان، زادت قوة بنو رياح على حساب الفروع الهلالية كما دخلت رياح في تبعية تميم بن المعز، و قد أزعج هذا بطن الأثبج على وجه الخصوص، فاستعان شيوخ الأثبج بالناصر بن علناس أمير الدولة الحمادية و حرضوه على إفريقية، فقبل الناصر مطالبهم عن طيب خاطر و لا سيما أن بنو رياح تابعون لآل باديس خصوم بني حمّاد، و ايضا استمر الناصر في اتباع سياسة الحلف مع الأثبج التي نجحت مع سلفه بلقين بن محمد, و في عام 457هـ / 1065، أقام الناصر حلفاً قوياً مكونا من العرب والبربر، فتكون جيش الناصر من صنهاجة والأثبج وعدي وزناتة, بينما كان حلفاء تميم هم رياح و زغبة و بنو سليم ومغراوة التي انضم احد امراؤها معنصر بن المعز (و ربما حمامة بن المعز) لحلف تميم.
و قد علم تميم أن الناصر يستهزء به في مجلسه و يذمه، و أنه يخطط أن يسير إليه و يحاصره في المهدية و أنه جهز حلف زناتي صنهاجي هلالي لمحاربته، فاستدعى تميم أمراء بني رياح و كان عددهم عشرة و قال لهم: «أنتم تعلمون أنّ المهديّة حصن منيع أكثره في البحر، لا يقاتل منه في البرّ غير أربعة أبراج يحميها أربعون رجلاً، وإنما جمع الناصر هذه العساكر إليكم.» فقالوا له: «الذي تقوله حقّ ونحبّ منك المعونة.» فأعطى تميم كل أمير من الأمراء العشرة: ألف دينار و ألف درع و ألف رمح و ألف درقة و ألف مهنّد، و بهذا استغل تميم ميل الأعراب الفطري للواقعية, فخرج أمراء رياح و جمعوا قومهم و تحالفوا و اتفقوا أن يلتقوا بالناصر، فأرسلوا للعرب في الجيش الحمادي يخوفونهم من التعاون مع الناصر و أنه يهلكهم بالبربر الذين معه و أن بنو هلال كقبيلة لن تستمر بقوة الا اذا ضعف الحكام الأقوياء أمثال الناصر، فخافت الأثبج و عدي و ردوا: «اجعلوا أوّل حملة تحملونها علينا، فنحن ننهزم بالنّاس ونعود عليهم، ويكون لنا ثلث الغنيمة.» فوافقت رياح، و راسل معنصر بن زيري قبائل زناتة في الجيش الحمادي في هذا الشأن فوعدوه أيضا أن ينهزموا. و تطرق الهادي روجي لذكر أن المؤامرتين الزناتية و الرياحية قد يكونان معروفان من كلا الحليفين، و أن الزناتيين فضلوا أن يقفوا مع الجانب الفائز و يحصلوا على الغنائم بعد أن هزموا عدوهم الصنهاجي القديم، و في نفس الوقت من الجائز أن الطرفين لم يعرفا ما فعله الطرف الآخر.

## الحرب
رحلت مغراوة ورياح، بينما تقدم الناصر و استولى على الأربس مع حلفاؤه، ثم تقدم و تم اللقاء في سهل سبيبة (بين تبسة والقيروان) عام 457هـ / 1065، فتقدمت بنو رياح بقوة نحو الأثبج و عدي بينما حملت مغراوة بقيادة معنصر بقوة على زناتة، و حسب الاتفاق بدأ الأثبج و عدي و زناتة بالتقهقر فتبعهم جنود صنهاجة فأخذوا صنهاجة من الخلف بالغدر، و بهذا تمّت المعركة و مُنّي الناصر بهزيمة نكراء، و كان الناصر في خطر شديد، فطلب منه أخوه القاسم أن يسلمه اخوه رايته و تاجه (أي عمامته) كي يمضي للمعركة و يضحي بنفسه و ينقذ أخاه الغالي عليه، فلبى الناصر طلب أخيه و انسحب ناجيا و معه 10 فرسان فقط، بينما قُتل أخوه حاملاً الراية و معه كاتبه، وسقط معسكر بني حماد في أيدي العرب الذين غنموا ما فيه من مال وسلاح ودواب وغير ذلك ، فاقتسموها على ما استقر بينهم, و انتهت المعركة بنصر الحلف التميمي، فقُتل من صنهاجة وزناتة في جيش الناصر 24 ألف جندي, و هو رقم مشكوك في صحته لكن ليس في مدلوله. و قد استعجب الهادي تواجد قتلى من زناتة، فرجح أن بعض الزناتيين ضلوا أوفياء لم يتخلوا عن حليفهم أو أن بنو هلال نهبوا و قتلوا جميع البربر أكانوا اصدقاء أو أعداء، أو أنهم كانوا يجهلون بشأن الاتفاق بين معنصر و زناتة، أو انهم تجاهلوه و فعلوا ما يشبعهم.
و في العبر رواية مختلفة عن الرواية الأولى التي وردت في الكامل ففي هذه الرواية كانت مغراوة في جانب الناصر لكنهم تخلوا عنه خلال المعركة بإيعاز من تميم و لم يذكر ابدا تواجد زناتة في الجيش الزيري أو اتفاقية رياح مع الأثبج.

## العواقب
بعد هذه المعركة، تم للعرب مُلك إفريقية و المغرب الأوسط، و أصبحوا أكثر قوة بعد نهبهم معسكر الناصر، فقد جاؤوا في فقر و ضيق و قلّة في الدواب، فصاروا أغنياء و كثرت دوابهم و سلاحهم، و قويت شوكة الأثبج و لم يعد الناصر يتحرك سوى و هم معه، بينما زادت قوة رياح على حساب آل باديس، و تم فعلا اقتسام إفريقية بين العرب. و أدت هذه المعركة إلى إبادة سلاح الخيالة الصنهاجي المكون من 12 ألف فارس (على أقل تقدير).
و أرسل العرب الألوية و الطبول و الأبواق و خيم الناصر بدوابها الى تميم، رفض تسلمها، فلم يعجبهم ذلك و مس كرامتهم خاصة أنهم معلنون أنه خدامه و جنوده، فرد عليهم تميم: «يقبح بي أن آخذ سلب ابن عمي !» فسكت بنو رياح و تفهموا ذلك، و لم تكن ردة فعل تميم ايجابية أبداً، فقد حزن لما اصاب الناصر و تابع اخباره كما اكتشف قوة هؤلاء الأعراب.
أما الناصر فقد حاول أن يوقع صلح بواسطة وزيره ابن ابي الفتوح، لكنه فشل، و حسب ابن خلدون فقد فر إلى قسنطينة ثم وصل إلى القلعة مع 200 رجل فقط فحاصره بنو رياح و خربوا البلاد. و كانت سبيبة لبني حماد بمثابة حيدران لبني زيري.

## الروايات و المصادر
المصدر الأساسي لهذه المعركة هو أبو الصلت و قد أخذ منه من تحدثوا في هذه المعركة، و أكثر هؤلاء تفصيلا ابن الأثير الذي كان هذه المر أكثر دقة من ابن خلدون، رغم ذلك يضل ديوان العبر مصدراً متميزاً لا غنى عنه لنباهة صاحبه و سعة اطلاعه، الا ان ابن الأثير لم يعرض روايته ضمن سياق عام تحليلي اما ابن عذاري فلم يتكلم كثيراً في هذه المعركة حتى أنه لم يذكر موقعها. و بما أن هذه مصادر أولية فقد أُعتمد على مصادر ثانوية و هي كتاب "بلاد البربر الإسلامية / ج.مارسي" و "الدولة الصنهاجية / هـ.ر.إدريس" تطرقت للبحث أكثر و التحدث بواقعية.
و في موضوع الروايات هذا، وصف الهادي روجي رواية ابن خلدون أنها بسيطة لكنها تهدف لتقليص الواقع، و تسائل عن أي سبب قد يتم به اعتماد رواية ابن خلدون عن رواية ابن الأثير التي وصفها أنها مفصلّة، لكنها أيضا معقدة و غامضة و شكك اذا كان فيها نوع من التصنع و الخيال، اما رواية الاستبصار المضحكة التي قالت أن المنصور بن علناس انجد ابن عمه بجيش عرمرم و هزم العرب و هزم العرب في سبيبة، فوصفها أنها "تأويل مبسط وهمي".